# Kenja no Deshi o Nanoru Kenja
Kenja no Deshi o Nanoru Kenja (賢者の弟子を名乗る賢者 lit. Ella misma se profesó alumna del sabio?), también conocida como She Professed Herself Pupil of the Wiseman en inglés, es una serie de novelas ligeras japonesas escritas por Hirotsugu Ryusen e ilustradas por Fuzichoco. Comenzó a serializarse como una novela web publicada en el sitio web de publicación de novelas generado por Shōsetsuka ni Narō en abril de 2012.
Más tarde, Micro Magazine adquirió la serie, que comenzó a publicarla en forma impresa en junio de 2014 bajo su sello GC Novels. Se han publicado catorce volúmenes al 30 de noviembre de 2020. Una adaptación al manga de Dicca Suemitsu comenzó a serializarse en línea a través del sitio web Comic Ride de Micro Magazine en julio de 2016, que ha sido compilado en siete volúmenes tankōbon al 30 de octubre de 2020. Tanto la novela ligera como el manga han sido licenciados en Norteamérica por Seven Seas Entertainment. Una adaptación al anime de Studio A-Cat se estrenó el 11 de enero de 2022.

## Sipnosis
Sakimori Kagami fue uno de los mejores gamers en el videojuego de rol multijugador masivo en línea (VRMMORPG) Ark Earth Online como Danbalf, un viejo hechicero e invocador veterano que es uno de los nueve grandes sabios del juego, con la seriedad para igualar su estatus de élite. Cuando se queda dormido jugando un día después, es absorbido y transportado a un mundo donde el juego es la realidad, pero en lugar de su todopoderoso avatar, está atrapado en el cuerpo de una linda joven chica. Sin dejar que nadie sepa que esta joven chica es en realidad Danbalf, decide tomar el nombre de "Mira" y termina tratando de convencer a la gente del mundo del juego de que es la alumna de Danbalf.

## Personajes
Mira (ミラ?) / Danbalf (ダンブルフ Danburu?) / Sakimori Kagami (咲森鑑 Kagami Sakimori?)
Seiyū: Nichika Ōmori (Mira); Isao Sasaki (Danbalf)
Un gamer japonés masculino de 27 años que, después de usar un extraño artículo en efectivo llamado Vanity Case del juego, se ve trasladado al escenario de sus juegos de rol, Ark Earth Online y transformado en su personaje favorito, el poderoso mago Danbalf Gandagore (ダンブルフ・ガンダロール?); una mezcla obvia de los nombres Gandalf y Albus Dumbledore, pero una linda y pequeña niña con cabello plateado y ojos azules, aunque conserva las habilidades hechiceras de Danbalf. Para explicar sus habilidades, se hace pasar por la alumna de Danbalf, a quien se considera un héroe honrado. Como su nueva identidad, adopta el nombre de Mira (ミラ?) (después de la traducción al inglés de su propio nombre "Kagami", que significa "espejo").
Salomon (ソロモン Soromon?)
Seiyū: Ayumu Murase
Un Caballero Sagrado y Rey del Reino Arkita.
Luminaria (ルミナリア Ruminaria?)
Seiyū: Minami Hinata
Una sabio, o más bien mujer sabio, de la Torre de la Magia Elemental, es una mujer pelirroja sorprendentemente joven y hermosa con una personalidad alegre. Luminaria es en realidad otro gamer masculino de Ark Earth Online que se vio desplazado al mundo del juego en forma femenina.
Emera (エメラ?)
Seiyū: Yūko Natsuyoshi
Frikka (フリッカ Furikka?)
Seiyū: Yae Sakura
Asbal (アスバル Asubaru?)
Seiyū: Hiroki Yasumoto
Zef (ゼフ Zefu?)
Seiyū: Jun'ichi Saitō
Tact (タクト Takuto?)
Seiyū: Kanomi Izawa
Mariana (マリアナ?)
Seiyū: Yui Horie
Amaratte (アマラッテ?)
Seiyū: Ayane Sakura
Cleos (クレオス Kureosu?)
Seiyū: Shōta Aoi
Soul Howl (ソウルハウル Sōru Hauru?)
Seiyū: Daisuke Hirakawa
Meilin (メイリン Meirin?)
Seiyū: Ari Ozawa

## Medios

### Novelas ligeras
Escrita por Hirotsugu Ryusen, Kenja no Deshi o Nanoru Kenja (賢者の弟子を名乗る賢者?) fue publicada originalmente en el sitio web de contenido generado los usuarios Shōsetsuka ni Narō desde el 4 de abril de 2012. Micro Magazine adquirió los derechos de la novela para la publicación física y la adaptó a una serie de novelas ligeras con ilustraciones de Fuzichoco, publicando el primer volumen bajo su sello GC Novels en junio de 2014.

#### Lista de volúmenes
| N.º | Fecha de lanzamiento    | ISBN original          |
| --- | ----------------------- | ---------------------- |
| 1   | 30 de junio de 2014     | ISBN 978-4-04-066719-5 |
| 2   | 29 de noviembre de 2014 | ISBN 978-4-04-066924-3 |
| 3   | 30 de mayo de 2015      | ISBN 978-4-04-067133-8 |
| 4   | 30 de noviembre de 2015 | ISBN 978-4-04-067356-1 |
| 5   | 28 de abril de 2016     | ISBN 978-4-04-067696-8 |
| 6   | 28 de octubre de 2016   | ISBN 978-4-04-067785-9 |
| 7   | 31 de marzo de 2017     | ISBN 978-4-04-068020-0 |
| 8   | 31 de octubre de 2017   | ISBN 978-4-04-068183-2 |
| 9   | 28 de abril de 2018     | ISBN 978-4-04-068461-1 |
| 10  | 30 de noviembre de 2018 | ISBN 978-4-04-069087-2 |
| 11  | 30 de mayo de 2019      | ISBN 978-4-04-069274-6 |
| 12  | 30 de noviembre de 2019 | ISBN 978-4-04-069599-0 |
| 13  | 29 de mayo de 2020      | ISBN 978-4-04-069868-7 |
| 14  | 30 de noviembre de 2020 | ISBN 978-4-04-069868-7 |
| 15  | 31 de mayo de 2021      | ISBN 978-4-86-716147-0 |
| 16  | 28 de diciembre de 2021 | ISBN 978-4-86716-227-9 |
| 17  | 30 de abril de 2022     | ISBN 978-4-86716-282-8 |

### Manga
Hay tres series de manga asociadas con la novela ligera. La primera con arte de Dicca Suemitsu, titulada Kenja no Deshi o Nanoru Kenja, fue lanzada en la edición de julio de 2016 de la revista Micro Magazine y adapta la serie de novelas ligeras al formato manga. La segunda es un primer spin-off, titulado Kenja no Deshi o Nanoru Kenja: Mira to Sutekina Shōkan Seirei-tachi inició su publicación en octubre de 2020. La tercera es un segundo spin-off, titulado Kenja no Deshi o Nanoru Kenja: Mariana no Touki Hi, inició su publicación en febrero de 2021.

### Anime
Se anunció una adaptación al anime el 27 de mayo de 2020. La serie está realizada por Studio A-Cat y dirigida por Keitaro Motonaga, con Takamitsu Kouno supervisando los guiones de la serie, Kumi Horii diseñando los personajes y Go Sakabe componiendo la banda sonora de la serie. Inicialmente estaba programado para estrenarse en 2021, pero luego se retrasó hasta enero de 2022. Funimation coproducirá la serie, sin embargo luego de la adquisición de Crunchyroll por parte de Sony, la serie se trasladó a Crunchyroll obteniendo la licencia de la serie fuera de Asia. Muse Comunication obtuvo la licencia del anime en el sur y sureste de Asia. El título del opening es "Ready Set Go!!" de Asaka, mientras que el tema de cierre es "Ambitious" de Erabareshi.